# Tetraria exilis
Tetraria exilis är en halvgräsart som beskrevs av Margaret Rutherford Bryan Levyns. Tetraria exilis ingår i släktet Tetraria och familjen halvgräs. Inga underarter finns listade i Catalogue of Life.